# 平城理科大學
平城理科大学是指位于朝鲜民主主义人民共和国平壤市朝鲜国家科学院园区内的公立大学。由于该大学主要以培养天才学生为办学目的，因此也被朝鲜民众称为秀才大学（수재대학）。而韩国媒体一般将该大学称为「北韩的韩国科学技术院」。在地理上，该大学位于平安南道平城市。然而，为了给予科学家和研究生一些平壤公民的特权，朝鲜政府将科学院园区划归平壤市所有。

## 历史
平城理科大学最初作为金日成综合大学的一个分校于1962年1月17日成立，为遵循朝鲜前领导人金日成的教育方针，1985年，平城理科大学从金日成综合大学分离，单独办学。然而，在1990年代，朝鲜陷入了经济困难时期，政府对大学的财政支出减少，导致进入平城理科大学学习的学生逐渐减少。

## 办学情况
为培养自然科学和工学人才，朝鲜政府完全资助在校学生。其中，约有80%的学生毕业于朝鲜各地的最好的高中。而剩下的学生均有在自然科学（数学、物理学、化学、生物学）奥林匹克竞赛或其他国家级自然科学竞赛中获奖的经历。与其他朝鲜大学不同的是，平城理科大学仅允许17岁及以下的学生参加入学考试。这所大学的许多校友都参与了研制导弹和发射人造地球卫星的项目。
目前，平城理科大学共下设6个学院，分别为数学学院、物理学院、自动化学院、计算机科学学院、化学学院和生物学院。